# Station Tuczki
Station Tuczki is een spoorwegstation in de Poolse plaats Tuczki.